# Acacia brockii
Acacia brockii é uma espécie de leguminosa do gênero Acacia, pertencente à família Fabaceae.